# Luxemburgo en los Juegos Paralímpicos de Pekín 2008
Luxemburgo estuvo representado en los Juegos Paralímpicos de Pekín 2008 por un deportista masculino. El equipo paralímpico luxemburgués no obtuvo ninguna medalla en estos Juegos.